# 龙扬镇
龙扬镇是中华人民共和国安徽省亳州市谯城区下辖的一个镇。

## 行政区划
龙扬镇下辖以下村级行政区划单位：
龙扬村、穆庙村、杨集村、周刘村、后张村、东王村、周寨村、冯随村、龙德村、大王村和大周村。